# Oreodera zikani
Oreodera zikani là một loài bọ cánh cứng trong họ Cerambycidae.